# Передрій Ганна Романівна
Передрій Ганна Романівна (нар. 25 січня 1925 р., с. Дацьки Чуднівського району Житомирської обл. — пом. 16 вересня 2019, м. Київ) — науковець-методист, філолог, кандидат педагогічних наук, доцент, Почесний професор Черкаського національного університету ім. Богдана Хмельницького, автор посібників для учнів і студентів, володар грандів Фонду Сороса, багаторічний очільник обласного Товариства української мови ім. Т. Г. Шевченка, учасник Другої світової війни. Батько — Передрій Роман Васильович, бухгалтер за освітою, — зазнав сталінських політичних репресій (у 1938 був заарештований і розстріляний, а в 1956 — його реабілітовано, справу визнано сфальсифікованою). Чоловік — Самарський Сергій Левкович — український зоолог, син — Самарський Олександр Сергійович — український дипломат.

## Освіта, службова кар'єра, громадська діяльність
У 1949 з відзнакою закінчила українське відділення філологічного факультету Київського державного університету ім. Т. Г. Шевченка. Упродовж 1949—1950 н. р. працювала на посаді вчителя української мови та літератури Дешенівської середньої школи, 1950—1956 рр. — викладач української мови, літератури та методики викладання мови Бердичівського педагогічного училища. Від 1956 р. до 1961 р. — асистент кафедри української мови Одеського державного університету ім. І. І. Мечникова. Від 1961 р. працювала асистентом, старшим викладачем, доцентом кафедри української мови Черкаського педагогічного інституту, викладала курси методики навчання української мови в школі, сучасної української літературної мови, спецкурси з мови, керувала педпрактикою.
Упродовж 1978—1998 рр. очолювала кафедру української мови Черкаського педагогічного інституту (пізніше — Черкаського державного університету ім. Б. Хмельницького). За її каденції кафедру неодноразово визнавали кращою в інституті за результатами наукової, методичної та виховної роботи. При кафедрі діяв студентський лінгвістичний гурток, систематично відбувалися виїзні мовні гуртки в школах Черкас і Черкаського району, організовувалися зустрічі з учителями-словесниками, методичні вечори, студентські конференції за результатами педпрактики. До цього часу в університеті шанують традиції, започатковані Г. Р. Передрій: щорічно педагогічну практику студентів завершують проведенням тижня методики викладання української мови, у плані якого — підсумкова конференція, виставка наочності тощо. Як досвідчений науковець і керівник, спрямовувала молодих викладачів на обирання тем кандидатських дисертацій з різних лінгвістичних проблем, убачаючи в цьому перспективи розвитку кафедри. Від 1998 р. — на заслуженому відпочинку.

## Наукові досягнення
У 1962 р. захистила дисертацію «Самостійна робота учнів восьмирічної школи на уроках української мови» на здобуття наукового ступеня кандидата педагогічних наук зі спеціальності «Методика викладання української мови». У 1968 р. присуджено вчене звання доцента зі спеціальності «Мовознавство». У колі її наукових досліджень були проблеми викладання шкільного курсу мови на матеріалах фонетики, орфографії, будови слова, словотвору та морфології; проблеми організації самостійної пізнавальної діяльності учнів; методика розвитку мовлення; організація позакласної роботи з мови й факультативів з лексикології та фразеології. Науково-методичний доробок — понад 100 праць (4 шкільних підручники, 14 посібників, низка методичних вказівок, рекомендацій, шкільних програм з рідної мови, науково-популярної літератури для школярів та студентів).
Багаторічною була співпраця з методистами кабінету української мови та літератури Черкаського обласного інституту вдосконалення вчителів (нині — Черкаського обласного інституту післядипломної освіти педагогічних працівників): виступала з лекціями перед словесниками області, організовувала для слухачів курсів відкриті уроки мови, до проведення яких залучала своїх кращих випускників. Плідною була співпраця з науковцями лабораторії навчання української мови Науково-дослідного інституту педагогіки АПН України. Від 1984 р. — співавтор підручників з рідної мови для 5, 6, 7 класів (підручники для 5, 7 класів витримали шість видань, підручник для 6 класу було перевидано п'ять разів).

## Нагороди
- 1980 р. — значок «Відмінник народної освіти»;
- 1984 р. — медаль «Ветеран праці»;
- 1991 р. — медаль А. С. Макаренка «За заслуги в галузі освіти і педагогічної науки»;
- 2015 р. — звання «Почесний професор Черкаського національного університету ім. Б. Хмельницького».

## Основні праці

### Підручники та посібники
1. Цікава граматика / Г. Р. Передрій, Г. М. Смолянінова, Ф. А. Непийвода. — Київ: Радянська школа, 1967. — 124 с.
2. Самостійна робота учнів 5–8 класів на уроках української мови: посібник для вчителів / Г. Р. Передрій. — Київ: Радянська школа, 1968. — 156 с.
3. Позакласна робота з української мови в 4–8 класах: посіб. / Г. Р. Передрій. — Київ: Радянська школа, 1979. — 159 с.
4. Уроки української мови в 4 класі / Г. Р. Передрій, А. І. Перепада. — Київ: Радянська школа, 1980. — 160 с.
5. Ознайомлення учнів з особливостями структури тексту / Г. Р. Передрій // Підвищення ефективності навчально-виховного процесу на уроках української мови / Н. Б. Журба, Г. Р. Передрій, В. О. Собко. — Київ, 1982. С. 78–94.
6. Лексика і фразеологія української мови / Г. Р. Передрій, Г. М. Смолянінова. — Київ: Радянська школа, 1983. — 207 с.
7. Рідна мова: пробний підручник для 7 класу / Г. Р. Передрій, Л. В. Скуратівський, Г. Т. Шелехова та ін. — Київ, Освіта, 1995. — 287 с.
8. У світі звуків і слів. Цікаві завдання з фонетики, лексикології і словотвору: посіб. / Г. Передрій, Т. Карпенко. — Київ: Богдана, 1998. — 398 с.
9. Рідна мова: підручник для 6 класу / Г. Р. Передрій, Л. В. Скуратівський, Г. Т. Шелехова та ін. — 5-те вид. — Київ, Освіта, 2001. — 254 с.
10. Рідна мова: підручник для 5 класу / Г. Р. Передрій, Л. В. Скуратівський, Г. Т. Шелехова та ін. — 6-те вид. — Київ, Освіта, 2002. — 254 с.
11. Лінгвістичний аналіз: практикум: навчальний посібник / [за заг. ред. Г. Р. Передрій ; авт. : М. І. Калько, Г. І. Мартинова, Г. Р. Передрій та ін.]. — Київ: Академія, 2005. — 256 с.
12. Лінгвістичний аналіз: практикум: навчальний посібник / [за заг. ред. Г. Р. Передрій ; авт. : М. І. Калько, Г. Р. Передрій, В. В. Калько та ін.]. — Київ: Академія, 2013. — 278 с.

### Статті
1. Самостійна робота учнів 5–8 класів на уроках української мови / Г. Р. Передрій // Українська мова і література в школі. — 1962. — № 1. — С. 30–35.
2. Про наступність викладання орфографії / Г. Р. Передрій // Українська мова і література в школі. — 1966. — № 3. — С. 41–45.
3. Диктант як вид самостійної роботи / Г. Р. Передрій // Наукові записки Черкаського педінституту. Серія: Філологічні науки. Т. 18. — Черкаси, 1976. — С. 34–36.
4. Змішаний розбір слова як прийом повторення вивченого в 4 класі / Г. Р. Передрій // Українська мова і література в школі. — 1980. — № 3. — С. 50–57.
5. Елементи програмованого навчання при опрацюванні словотвору / Г. Р. Передрій // Українська мова і література в школі. — 1985. — № 9. — С. 36–42.
6. Робота над Шевченковим словом у процесі вивчення української мови / Г. Р. Передрій // Використання спадщини Т. Г. Шевченка в патріотичному та інтернаціональному вихованні молоді. — Черкаси, 1989. — С. 89–93.
7. Особливості вивчення за новим підручником фонетики, орфоепії, графіки й орфографії / Г. Р. Передрій // Українська мова і література в школі. — 1991. — № 11. — С. 10–16.
8. Дієприкметник / Г. Р. Передрій // Українська мова і література в школі. — 1993. — № 11. — С. 33–36.
9. Вивчення складних питань шкільного словотвору / Г. Р. Передрій // Дивослово. — 2004. — № 2. — С. 29–34.
10. Про вивчення фонетики у 5 класі / Г. Р. Передрій // Дивослово. — 2004. — № 11. — С. 4–9.
11. Способи лексико-синтаксичного творення українських прізвищ / Г. Р. Передрій // Українська філологія: теоретичні та методичні аспекти вивчення: збірник праць науково-практичних читань до 85-річчя Г. Р. Передрій. — Черкаси, 2009. — С. 15–22.